# Vitex dinklagei
Espèce
Vitex nlonakensis est une espèce de plantes à fleurs de la famille des Lamiacées et du genre Vitex. C'est un arbre endémique du Cameroun.

## Étymologie
L'épithète spécifique dinklagei rend hommage à l'homme d'affaires et botaniste Max Julius Dinklage qui découvrit le premier spécimen, en fleurs, en janvier 1890, à Grand Batanga, dans la région du Sud.

## Description
C'est un arbre à branches glabres. 